# 阿迪杰河畔圣玛格丽塔
阿迪杰河畔圣玛格丽塔（義大利語：Santa Margherita d'Adige），或纯音译为圣玛格丽塔-达迪杰，曾是意大利威尼托大区帕多瓦省的一个市镇。总面积12.69平方公里，人口2375人，人口密度187.2人/平方公里（2009年）。国家统计（ISTAT）代码为028081。
2018年2月17日梅利亚迪诺-圣菲登齐奥、萨莱托和阿迪杰河畔圣玛格丽塔三个市镇合并为新的市镇威尼托镇。